# Troféu HQ Mix de melhor publicação sobre quadrinhos
Publicação sobre quadrinhos foi uma das categorias do Troféu HQ Mix, premiação brasileira dedicada aos quadrinhos que é realizada pela Associação dos Cartunistas do Brasil (ACB) e pelo Instituto do Memorial das Artes Gráficas do Brasil (IMAG) desde 1989.

## História
A categoria "Revista sobre quadrinhos" foi criada em 1997 com o objetivo de premiar revistas noticiosas dedicadas a histórias em quadrinhos ou que as abordassem com destaque. Em 2003, a categoria foi rebatizada como "Publicação sobre quadrinhos". Como a categoria de "Revista sobre quadrinhos" se focava especificamente nas publicações impressas, em 1999 foi criada a categoria "Site sobre quadrinhos" e, em 2008, "Blog sobre quadrinhos", voltadas, respectivamente, para websites e blogs noticiosos sobre histórias em quadrinhos.
A partir de 2009, as três categorias foram mescladas em "Mídia sobre quadrinhos", que passou a englobar qualquer tipo de publicação, impressa ou online, que abordasse os quadrinhos. Os vencedores eram escolhidos por votação entre profissionais da área (roteiristas, desenhistas, jornalistas, editores, pesquisadores etc.) a partir de uma lista de sete indicados elaborada pela comissão organizadora do evento, com exceção da edição de 2012 (que também foi a última dessa categoria no Troféu HQ Mix), cujo vencedor foi escolhido pela comissão organizadora e pelo júri especial do evento.

## Vencedores e indicados
| Ano  | Publicação             | Editora | Outros indicados | Notas         |
| ---- | ---------------------- | ------- | --- | ------------- |
| 1997 | Wizard                 | Globo   | | [ 1 ]         |
| 1998 | Wizard                 | Globo   | | [ 1 ]         |
| 1999 | General Visão          |         | | [ 1 ]         |
| 2000 | Herói                  | Conrad  | | [ 6 ]         |
| 2001 | Herói 2000             | Conrad  | | [ 7 ]         |
| 2002 | Herói.com.br           | Conrad  | | [ 8 ]         |
| 2003 | Herói.com.br           | Conrad  | | [ 2 ]         |
| 2004 | Wizard                 | Panini  | | [ 9 ]         |
| 2005 | Wizard                 | Panini  | | [ 10 ]        |
| 2006 | Wizard                 | Panini  | - 100 Respostas sobre Batman (Abril) - Anime Invades (Editora Europa) - Grandes Sagas DC (Abril) - Kaboom (Editora Eclipse) - Quadreca (Editora-Laboratório Com-Arte da ECA/USP) - Replicante (Brainstore) | [ 11 ] [ 12 ] |
| 2007 | Mundo dos Super-Heróis | Europa  | - Crash! (Escala) - Herói (Pixel) - Marvel Blast! (Panini) - Neo Tokyo (Escala) - Quadreca (Editora-Laboratório Com-Arte da ECA/USP) - Wizard/Wizmania (Panini)                                            | [ 13 ] [ 14 ] |
| 2008 | Mundo dos Super-Heróis | Europa  | - Crash (Editora Escala) - Jornal Graphiq (Independente) - Neo Tokyo (Escala) - Revista Omelete (Mythos) - Tokyo Pop (NSP) - Wizmania (Panini)                                                             | [ 3 ] [ 15 ]  |